# جامعه آماری
جامعه آماری (به انگلیسی: Statistical population) ، عبارت است از مجموعه کل واحد آماری (به هر یک از افراد با اشیا واحد آماری گویند هرگاه داده های آن‌ها در یک بررسی آماری گردآوری شوند) که میخواهیم درباره ی اعضای آن‌ها موضوع* یا موضوعاتی را مطالعه کنیم.
```
*موضوع مورد مطالعه 
متغیر تصادفی
 نام دارد.
```

- به تعداد اعضای جامعه آماری اندازه یا حجم جامعه آماری  می گویند. به طور مثال در یک دانشگاه اگر تعداد دانشجویان هزار نفر باشد عدد هزار حجم جامعه نام دارد.

'''نمونه'''
هر زیرمجموعه از جامعه ی آماری که با روش مشخصی انتخاب شده باشد ( نمونه گیری ) را یک نمونه می نامیم و هر یک از افراد یا اشیای انتخاب شده را عضو نمونه می‌نامیم و به تعمیم از جامعه آماری به تعداد اعضای نمونه اندازه یا حجم نمونه میگوییم.
در مثال بالا اگر هفت دانشجو را برای مصاحبه انتخاب کنیم عدد هفت حجم نمونه نام دارد.